# Павловка (метеорит)
Павловка (Pavlovka) — железокаменный метеорит весом 2116 граммов.
Синонимы: (Pawlowka); Саратов (Saratov).
Каменный метеорит Павловка, как об этом сообщил А. Д. Булгаков в «Саратовском Листке», упал при совершенно ясном небе, в селе Павловке на реке Карае, в б. Марьинской волости Балашовского уезда Саратовской губернии, в 5 час., дня 21 июля 1882 г. (по ст. ст.). Падение сопровождалось тремя сильными ударами и гулом, подобным громовым раскатам. Наблюдатели отмечают также, будто бы при этом возник сильный вихрь, как от внезапно налетевшей бури. Метеорит упал на поёмные луга с очень твёрдой от засухи почвой, углубившись в неё приблизительно на 9 см. Первоначально он весил «5 фунтов 16 золотников». Однако этот редкий по своему типу метеорит (говардит) подвергся сильному раскалыванию после падения, и отдельные его осколки разошлись по многим музеям мира. В метеоритной коллекции Академии Наук сохранились лишь мелкие крошки и порошок, общим весом в 5,4 г. Заслуживает внимания то обстоятельство, что падение этого метеорита, как и падение метеорита «Гросслибенталь», сопровождалось тремя ударами, что характерно для падений метеоритов и, как мы видели, связано, по-видимому, со строением нашей атмосферы.